# Cratere Tiziano
Tiziano è un cratere da impatto sulla superficie di Mercurio.
Il cratere è dedicato al pittore italiano Tiziano Vecellio.